# Sassolita
La sassolita és un mineral de la classe dels borats que rep el seu nom del jaciment italià de Sasso, on va ser descoberta.

## Característiques
La sassolita és la forma mineral de l'àcid bòric (H₃BO₃). És de color clar, blanc o gris si no té impureses, tot i que també pot ser de color groc si conté sofre o de color marró a causa de la presència d'òxids de ferro. A més de ser flexible, és un dels minerals més tous, de duresa 1 a l'escala de Mohs, sent tan tou com el talc. Mostra una brillantor nacarada, és grassa al tacte i posseeix un gust amarg. És soluble en aigua calenta i es fon fàcilment. Produeix aigua quan es guarda en un tub tancat. És luminescent, presentant una coloració blava sota llum ultraviolada de longitud d'ona curta. Es fa servir a la indústria química, del vidre i a medicina.
Segons la classificació de Nickel-Strunz, la sassolita pertany a «06.AA - Monoborats, BO₃, sense anions addicionals; 1(D).» juntament amb els següents minerals: nordenskiöldina, tusionita, jimboïta, kotoïta i takedaïta.

## Formació i jaciments
Es forma als volcans i a les fonts termals, presentant-se com a evaporita o sublimat al voltant de les fumaroles volcàniques. També se'n pot trobar com a dipòsit sedimentari de borat. Pot aparèixer associada a larderellita, santita, ginorita, probertita, searlesita, mirabilita, hieratita i glauberita. A més del jaciment de Sasso Pisano, que constitueix el jaciment tipus, a Itàlia hi ha dipòsits al Vesuvi i a l'illa Vulcano (Sicília). Als Estats Units hi ha jaciments al Parc Nacional de la Vall de la Mort (Califòrnia) i a Steamboat Springs (Nevada).